# Emoglobinuria parossistica notturna
L'emoglobinuria parossistica notturna (EPN), detta anche sindrome di Strübing-Marchiafava-Micheli o paroxysmal nocturnal hemoglobinuria nella letteratura anglosassone (PNH), è una condizione clinica caratterizzata da anemia emolitica cronica dovuta al sistema del complemento. Questo processo distruttivo si verifica a causa della presenza di proteina superficiale DAF difettosa sui globuli rossi, che normalmente funzionano per inibire tali reazioni immunitarie. Poiché la cascata del complemento attacca i globuli rossi all'interno dei vasi sanguigni del sistema circolatorio, la distruzione dei globuli rossi (emolisi) è considerata un'anemia emolitica intravascolare. Altre caratteristiche chiave della malattia, come l'alta incidenza di formazione di coaguli di sangue, non sono completamente comprese
La EPN è l'unica anemia emolitica causata da un difetto intrinseco acquisito (piuttosto che ereditato) nella membrana cellulare (carenza di glicofosfatidilinositolo che porta all'assenza di proteine protettive sulla membrana). Può svilupparsi da solo ("EPN primario") o nel contesto di altri disturbi del midollo osseo come l'anemia aplastica ("EPN secondaria"). Solo una minoranza di persone affette (26%) ha l'urina rossa rivelatrice al mattino che originariamente ha dato il nome alla condizione.
Il trapianto allogenico di midollo osseo è l'unica cura, ma presenta tassi significativi di complicanze e morte. L'anticorpo monoclonale eculizumab riduce la necessità di trasfusioni di sangue e migliora la qualità della vita per le persone affette da EPN. Il trattamento con eculizumab non sembra modificare il rischio di morte o l'incidenza di coaguli di sangue ed è molto costoso. Eculizumab costa almeno $ 440.000 per un anno di trattamento.

## Epidemiologia
L'emoglobinuria parossistica notturna è una patologia rara la cui insorgenza varia da 1 a 6 su 1 000 000 di abitanti. L'incidenza è uguale tra maschi e femmine e raggiunge un picco fra i 30 e i 50 anni. È rara fra la popolazione pediatrica. È più frequente nelle aree in cui è presente anemia aplastica, come le regioni rurali della Thailandia.

## Patogenesi
Da un punto di vista patogenetico, la PNH è dovuta all'acquisizione da parte della cellula staminale emopoietica, di una mutazione a carico del gene PIG-A, localizzato sul cromosoma X. La patologia si ha se la cellula che ha subito tale mutazione prolifera dando origine a un clone. La natura clonale della patologia è stata dimostrata analizzando il gene per la G6PD in donne con PNH: le cellule PIG-A negative presentano la stessa forma isoenzimatica della G6PD. Sebbene il difetto sia trasferito a tutte le linee emopoietiche (eritrociti, granulociti, monociti e piastrine), le manifestazioni cliniche sono più strettamente correlate alla linea eritrocitaria.
Il gene PIG-A codifica per l'enzima fosfatidil-inositolo glican-A, responsabile del trasferimento al fosfatidil-inositolo di una N-acetilglucosamina. Questa reazione è indispensabile per la sintesi del glicosil-fosfatidil-inositolo (GPI), un glicolipide localizzato sulla membrana cellulare che permette l'ancoraggio di altre proteine, sintetizzate dalla cellula, essenziali per impedire la lisi complemento-mediata. Le proteine principali deputate a questo compito sono il CD55 (Decay-accelerating factor), che impedisce la formazione della C3 convertasi, e il CD59 (MAC-inhibitory protein), che compete con il C9 per il legame al complesso C5b-C8, impedendo così la formazione del complesso di attacco alla membrana (MAC) e quindi la lisi osmotica della cellula. La mutazione del gene PIG-A comporta quindi per la cellula una maggiore sensibilità alla lisi da complemento.
Alcune osservazioni dimostrano la presenza di due o più popolazioni eritrocitarie: al test di Ham si ottengono due tipi di popolazioni, l'una lisabile e l'altra resistente alla lisi complemento-mediata, e lo stesso risultato si ottiene alla citofluorimetria se ricerchiamo il CD59 tramite anticorpo monoclonale. Cloni cellulari PIG-A negativi sono peraltro stati ritrovati anche in soggetti sani senza emoglobinuria. Da quest'osservazione si desume che la presenza della sola alterazione genetica nella cellula emopoietica non è sufficiente a determinare la PNH. In sostanza, l'espansione clonale a partire da una singola cellula del clone PIG-A negativo è dovuta al fatto che la cellula mutata è capace di resistere a un qualche insulto, probabilmente di natura immunitaria (le cellule dell'emoglobinuria, a differenza di quelle normali, sembrano infatti incapaci di attivare le cellule NK), nei confronti del quale invece la cellula normale è sensibile. In effetti, si ritiene che possa esistere un collegamento della EPN con le condizioni di insufficienza midollare primitiva immunomediata: il clone PIG-A negativo sarebbe infatti selezionato in quanto resistente all'insulto e potrebbe quindi dare origine alla progenie PIG-A negativa.

## Clinica
Dal punto di vista clinico si possono descrivere due forme: una definita "classica" e una che insorge in seguito ad anemia aplastica (circa 15% dei pazienti con anemia aplastica può sviluppare la PNH). Il termine "parossistica" si riferisce agli episodi accessuali di emolisi cui va incontro il paziente. L'emolisi può essere innescata da fattori in grado di attivare il complemento, come infezioni, stress fisico e psichico, terapia trasfusionale, sonno.
Esordisce con i segni dell'anemia (pallore, astenia) e l'emissione di urine scure (emoglobinuria), spesso al mattino, associati a fenomeni trombotici di varia entità. Le urine sono sempre più concentrate al mattino; questo spiega come la colorazione scura, durante gli attacchi parossistici, risulti più evidente proprio in quelle ore.
Gli eventi trombotici dipendono dall'aggregazione e dalla degranulazione piastrinica conseguente ad attivazione del complemento e a liberazione di ADP da parte delle emazie lisate. Le trombosi sono soprattutto venose: nel caso in cui interessino le vene sovraepatiche si configura il quadro della sindrome di Budd-Chiari. Più raro è l'interessamento del SNC dovuto a trombosi del seno sagittale, che esordisce con cefalea e può progredire fino al coma e alla morte.
La neutropenia rende ragione della particolare sensibilità alle infezioni in corso di PNH. Il quadro può essere inoltre complicato dal blocco del sistema monocito-macrofagico causato dall'emolisi cronica.

## Esami di laboratorio
L'anemia è di solito grave, con valori di HB < di 8 g/dL; la conta reticolocitaria è elevata.
Saranno inoltre presenti le caratteristiche dell'emolisi intravascolare: aumento della LDH, diminuzione dell'aptoglobina, bilirubina elevata (un prodotto di degradazione dell'emoglobina), aumento dell'emoglobinemia e emoglobinuria. Possono essere presente reticolociti (globuli rossi immaturi rilasciati dal midollo osseo per sostituire le cellule distrutte) se non è presente carenza di ferro. Il test diretto antiglobulinico (DAT, o test diretto di Coombs) è negativo, in quanto l'emolisi della EPN non è causata dagli anticorpi. Se l'EPN si verifica nel contesto di anemia aplastica nota (o sospetta), si può osservare una conta anormale dei globuli bianchi e una conta piastrinica ridotta. In questo caso, l'anemia può essere causata da un'insufficiente produzione di globuli rossi oltre all'emolisi.
Di norma è presente una neutropenia con deficit della fosfatasi alcalina leucocitaria.
Test diagnostici importanti sono il test di Ham e la citofluorimetria a flusso.

### Test di Ham
Storicamente il test di Ham o del siero acidificato consiste nel prelevare il sangue del paziente emoglobinurico e centrifugarlo in maniera da separare i globuli rossi (che si depositano sul fondo della provetta) dal siero (nel sopranatante); a questo punto si acidifica il siero di un donatore, in modo tale da essere sicuri che contenga sufficiente complemento (quello del pz potrebbe essere consumato) e si unisce ai globuli rossi del paziente in esame. Il test risulta positivo se si ottiene la lisi eritrocitaria, evidenziata dal siero che diventa rosso. Questo effetto sparisce se precedentemente il siero è stato trattato con calore, perché il calore è capace di inattivare il complemento. È stato descritto dal dott. Thomas Ham nel 1937. Questo test è attualmente obsoleto per la diagnosi di PNH a causa della sua bassa sensibilità e specificità.

### Citofluorimetria a flusso
La citofluorimetria a flusso è possibile ricercare tramite anticorpi monoclonali specifici gli antigeni di membrana ancorati al GPI, come il CD59: questa metodica dà inoltre la possibilità di quantificare i vari cloni cellulari.
Oggi il gold standard è la citometria a flusso per CD55 e CD59 su globuli bianchi e rossi. Sulla base dei livelli di queste proteine cellulari, gli eritrociti possono essere classificati come cellule di tipo I, II o III.
Le cellule di tipo I hanno livelli normali di CD55 e CD59; il tipo II ha livelli ridotti; e il tipo III ha livelli assenti.

### FLAER
Il test della proaerolisiina (FLAER) marcato con fluoresceina viene usato più frequentemente per diagnosticare la EPN. FLAER si lega selettivamente all'ancora glicofosfatidilinositolo ed è più preciso nel dimostrare un deficit che semplicemente per CD59 o CD55.

### Classificazione
L'EPN è classificato dal contesto in cui viene diagnosticato:
- EPN classico. Evidenza di EPN in assenza di un altro disturbo del midollo osseo.
- EPN nel contesto di un'altra specifica malattia del midollo osseo come l'anemia aplastica e la sindrome mielodisplastica (MDS).
- EPN subclinico. Anomalie PNH sulla citometria a flusso senza segni di emolisi.

## Trattamento

### Terapia degli attacchi acuti
Vi è disaccordo sul fatto che gli steroidi (come il prednisolone) possano ridurre la gravità delle crisi emolitiche. Potrebbe essere necessaria la terapia trasfusionale; oltre a correggere l'anemia significativa, questo sopprime la produzione di cellule PNH dal midollo osseo e indirettamente la gravità dell'emolisi. La carenza di ferro si sviluppa con il tempo, a causa di perdite nelle urine, e potrebbe dover essere curata se presente. La terapia con ferro può causare più emolisi quando vengono prodotte più cellule PNH.

### Terapia a lungo termine
La PNH è una condizione cronica. Nei pazienti con solo un piccolo clone e pochi problemi, il monitoraggio della citometria a flusso ogni sei mesi fornisce informazioni sulla gravità e il rischio di potenziali complicanze. Dato l'alto rischio di trombosi nella EPN, il trattamento preventivo con warfarin riduce il rischio di trombosi in quelli con un clone di grandi dimensioni (50% dei globuli bianchi di III tipo).
Gli episodi di trombosi sono trattati come in altri pazienti, ma, dato che la EPN è una causa sottostante persistente, è probabile che il trattamento con warfarin o farmaci simili debba essere continuato a lungo termine dopo un episodio di trombosi.

### Eculizumab
Nel 2007, il farmaco eculizumab è stato approvato per il trattamento della EPN. Migliora la qualità della vita e diminuisce la necessità di trasfusioni di sangue, ma non sembra influenzare il rischio di morte. Non sembra modificare il rischio di coaguli di sangue, sindrome mielodisplastica, leucemia mieloide acuta o anemia aplastica.
Eculizumab è controverso a causa del suo alto costo, in quanto è tra i farmaci più costosi al mondo, con un prezzo di US $ 440.000 per persona all'anno. Eculizumab è un anticorpo monoclonale umanizzato che agisce come un inibitore del complemento . La Food and Drug Administration (FDA) degli Stati Uniti ha emesso un avviso nel bugiardino per l'eculizumab i cui riceventi hanno un rischio maggiore da 1 000 a 2 000 volte di malattia meningococcica invasiva rispetto alla popolazione generale degli Stati Uniti. I pazienti per i quali è stato prescritto eculizumab sono fortemente consigliati dalla FDA a ricevere la vaccinazione contro il meningococco almeno due settimane prima di iniziare la terapia e a considerare la profilassi antimicrobica per la durata del trattamento con eculizumab.